# Nagroda British Academy Games Awards za brytyjską grę
Nagroda British Academy Games Awards za brytyjską grę jest przyznawana przez British Academy Games Awards od 2011 roku za najlepszą grę brytyjską na dowolną platformę. W tej kategorii nominowane są wyłącznie gry stworzone przez brytyjskie studia produkcyjne lub (jak w przypadku Super Hexagon) niezależnych deweloperów, będących obywatelami Wielkiej Brytanii.

## Zwycięzcy i nominowani
|  | Zwycięstwo |

| Ceremonia  | Gra                         | Producent               | Wydawca                                | Nominowani                                      | Przyp. |
| ---------- | --------------------------- | ----------------------- | -------------------------------------- | ----------------------------------------------- | ------ |
| 2012 (9.)  | The Room                    | Fireproof Studios       | Fireproof Studios                      | zespół deweloperski                             | [ 2 ]  |
| 2012 (9.)  | Dear Esther                 | The Chinese Room        | The Chinese Room                       | Daniel Pinchbeck, Robert Briscoe, Jessica Curry | [ 2 ]  |
| 2012 (9.)  | Forza Horizon               | Playground Games        | Microsoft Studios                      | zespół deweloperski                             | [ 2 ]  |
| 2012 (9.)  | Lego The Lord of the Rings  | Traveller’s Tales       | Warner Bros. Interactive Entertainment | Jon Burton, James McLoughlin, Nicola Daly       | [ 2 ]  |
| 2012 (9.)  | Need for Speed: Most Wanted | Criterion Games         | Electronic Arts                        | zespół deweloperski                             | [ 2 ]  |
| 2012 (9.)  | Super Hexagon               | gra niezależna          | gra niezależna                         | Terry Cavanagh, Niamh Houston, Jenn Frank       | [ 2 ]  |
| 2013 (10.) | Grand Theft Auto V          | Rockstar North          | Rockstar Games                         | zespół deweloperski                             | [ 3 ]  |
| 2013 (10.) | Tearaway                    | Media Molecule          | Sony Computer Entertainment            | zespół deweloperski                             | [ 3 ]  |
| 2013 (10.) | The Room Two                | Fireproof Studios       | Fireproof Studios                      | zespół deweloperski                             | [ 3 ]  |
| 2013 (10.) | Lego Marvel Super Heroes    | TT Games                | Warner Bros. Interactive Entertainment | Jon Burton, Arthur Parsons, Phillip Ring        | [ 3 ]  |
| 2013 (10.) | Gunpoint                    | Suspicious Developments | Suspicious Developments                | Tom Francis, John Roberts, Ryan Ike             | [ 3 ]  |
| 2013 (10.) | DmC: Devil May Cry          | Ninja Theory            | Capcom                                 | zespół deweloperski                             | [ 3 ]  |
| 2014 (11.) | Monument Valley             | Ustwo Games             | Ustwo Studio                           | zespół deweloperski                             | [ 4 ]  |
| 2014 (11.) | 80 Days                     | Inkle                   | Inkle                                  | Joseph Humfrey, Jon Ingold, Meg Jayanth         | [ 4 ]  |
| 2014 (11.) | Obcy: Izolacja              | The Creative Assembly   | Sega                                   | zespół deweloperski                             | [ 4 ]  |
| 2014 (11.) | Forza Horizon 2             | Playground Games        | Microsoft Studios                      | zespół deweloperski                             | [ 4 ]  |
| 2014 (11.) | Geometry Wars 3: Dimensions | Lucid Games             | Sierra Entertainment                   | zespół deweloperski                             | [ 4 ]  |
| 2014 (11.) | Lumino City                 | State of Play Games     | State of Play Games                    | zespół deweloperski                             | [ 4 ]  |